# Куп пет нација 1921.
Куп пет нација 1921. (службени назив: 1921 Five Nations Championship) је било 35. издање овог најелитнијег репрезентативног рагби такмичења Старог континента. а 7. издање Купа пет нација.
Енглези су освојили Гренд слем.

## Такмичење
Енглеска - Велс 18-3
Шкотска - Француска 0-3
Велс - Шкотска 8-14
Енглеска - Ирска 15-0
Велс - Француска 12-4
Ирска - Шкотска 9-8
Ирска - Велс 0-6
Шкотска - Енглеска 0-18
Француска - Енглеска 6-10
Француска - Ирска 20-10

## Табела
|   | Селекција                      | ИГ | Д | Н | И | ПД | ПП | ПР  | Б |  |
| - | ------------------------------ | -- | - | - | - | -- | -- | --- | - |  |
| 1 | Рагби репрезентација Енглеске  | 4  | 4 | 0 | 0 | 61 | 9  | +52 | 8 |  |
| 2 | Рагби репрезентација Француске | 4  | 2 | 0 | 2 | 33 | 32 | +1  | 4 |  |
| 2 | Рагби репрезентација Велса     | 4  | 2 | 0 | 2 | 29 | 36 | -7  | 4 |  |
| 4 | Рагби репрезентација Шкотске   | 4  | 1 | 0 | 3 | 22 | 38 | -16 | 2 |  |
| 4 | Рагби репрезентација Ирске     | 4  | 1 | 0 | 3 | 19 | 49 | -30 | 2 |  |

| Победник Купа пет нација 1921.                            |
| --------------------------------------------------------- |
| Репрезентација Енглеске 7. титула првака Европе у рагбију |